# Балдуин IV Иерусалимский
Балдуин IV Прокажённый (фр. Baudouin IV le Lépreux, 1161 — 16 марта 1185) — король Иерусалима с 1174 года, сын Амори I и Агнес де Куртене.

## Детство и юность Балдуина
Балдуин родился в Иерусалиме незадолго до того, как его отец, Амори I, получил королевскую корону. Балдуин вырос при дворе отца.
Когда ему было всего два года, брак его родителей был аннулирован из-за слишком близкой степени родства. В 1167 году отец Балдуина женился во второй раз — на византийской принцессе Марии Комнине, а через пять лет у них родилась дочь Изабелла.
В 1170 году воспитание девятилетнего мальчика было поручено Гийому Тирскому, одному из самых известных историков крестовых походов XII века. Балдуин рано заболел проказой и страдал от этой болезни на протяжении всей своей недолгой жизни. На страницах хроники его наставника приводится тревожный эпизод из жизни юного короля — во время игры со сверстниками, которые в шутку щипали друг друга, Балдуин не чувствовал боли. Гийом Тирский первым увидел в потере чувствительности кожи симптом тяжёлого заболевания, но в полной мере болезнь проявилась через несколько лет.
11 июля 1174 года умер Амори I, а 15 июля того же года состоялась коронация Балдуина, нового правителя Иерусалима. Так как на тот момент ему было всего тринадцать лет, королевством три года управляли регенты. Сначала самовольно стал регентом сенешаль королевства Миль де Планси, но затем о своих правах заявил Раймунд III, дядя и один из ближайших родственников молодого короля. Осенью де Планси погиб от руки неизвестного убийцы. Неизвестно, был ли причастен к его смерти граф Триполи, но так или иначе через несколько дней он был официально избран регентом Иерусалимского королевства.
Так как Балдуин был неизлечимо болен, было понятно, что он не оставит потомства, а правление его будет недолгим. Поэтому бароны из окружения короля сосредоточили своё внимание на его предполагаемых преемницах — Сибилле и Изабелле, полнородных и единокровных сёстрах короля. Сибилла росла в монастыре в Вифании под присмотром бабушки Иоветы (младшей сестры королевы Мелисенды). Изабелла жила в Наблусе при дворе матери, вдовствующей королевы Марии Комнины.

## История царствования

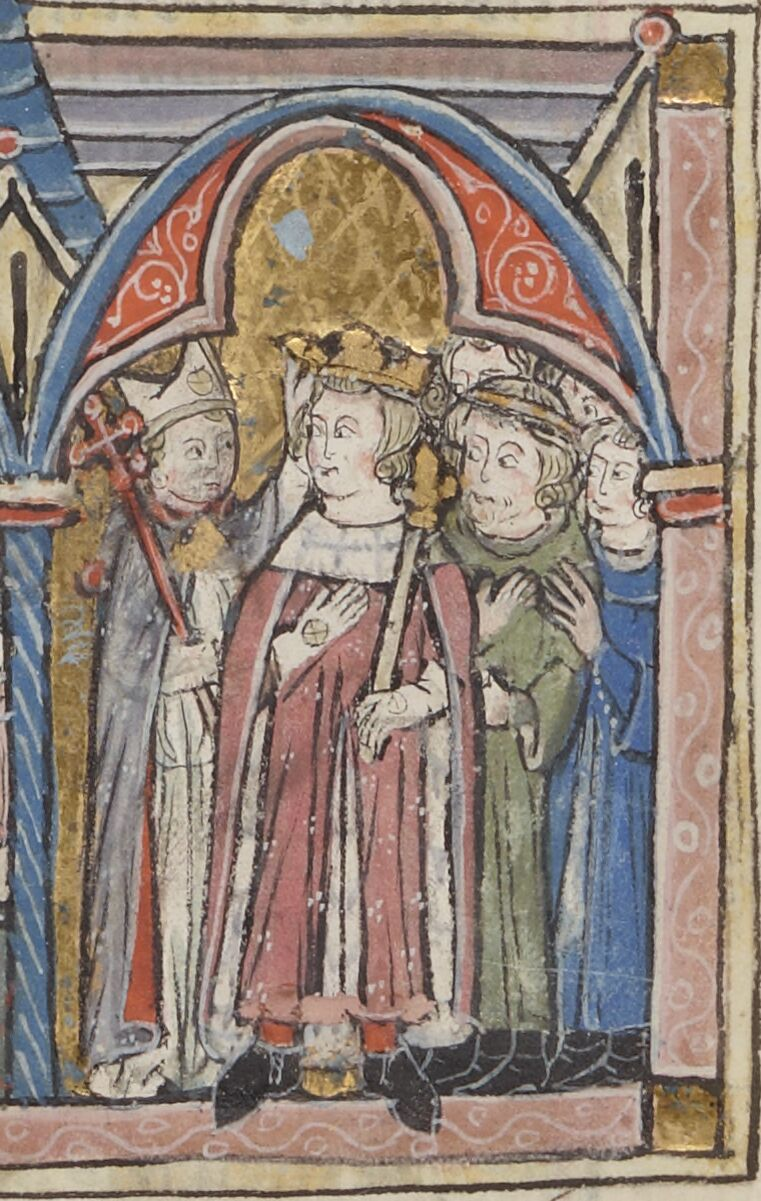
Коронация Балдуина IV

В октябре 1176 года Сибилла, от которой теперь зависело продолжение королевского рода, по настоянию Раймунда III вышла замуж за Гийома де Монферрата по прозвищу Длинный меч, родственника сразу двух монархов — Людовика VII, короля Франции, и Фридриха Барбароссы, императора Священной Римской империи. В качестве приданого Гийом получил графство Яффы и Аскалона, вассальное государство Иерусалимского королевства.
В 1177 году Балдуин достиг совершеннолетия и стал принимать активное участие в государственных делах, постепенно оттесняя регента от власти. Решив пойти по стопам отца, он запланировал вторжение в Египет.

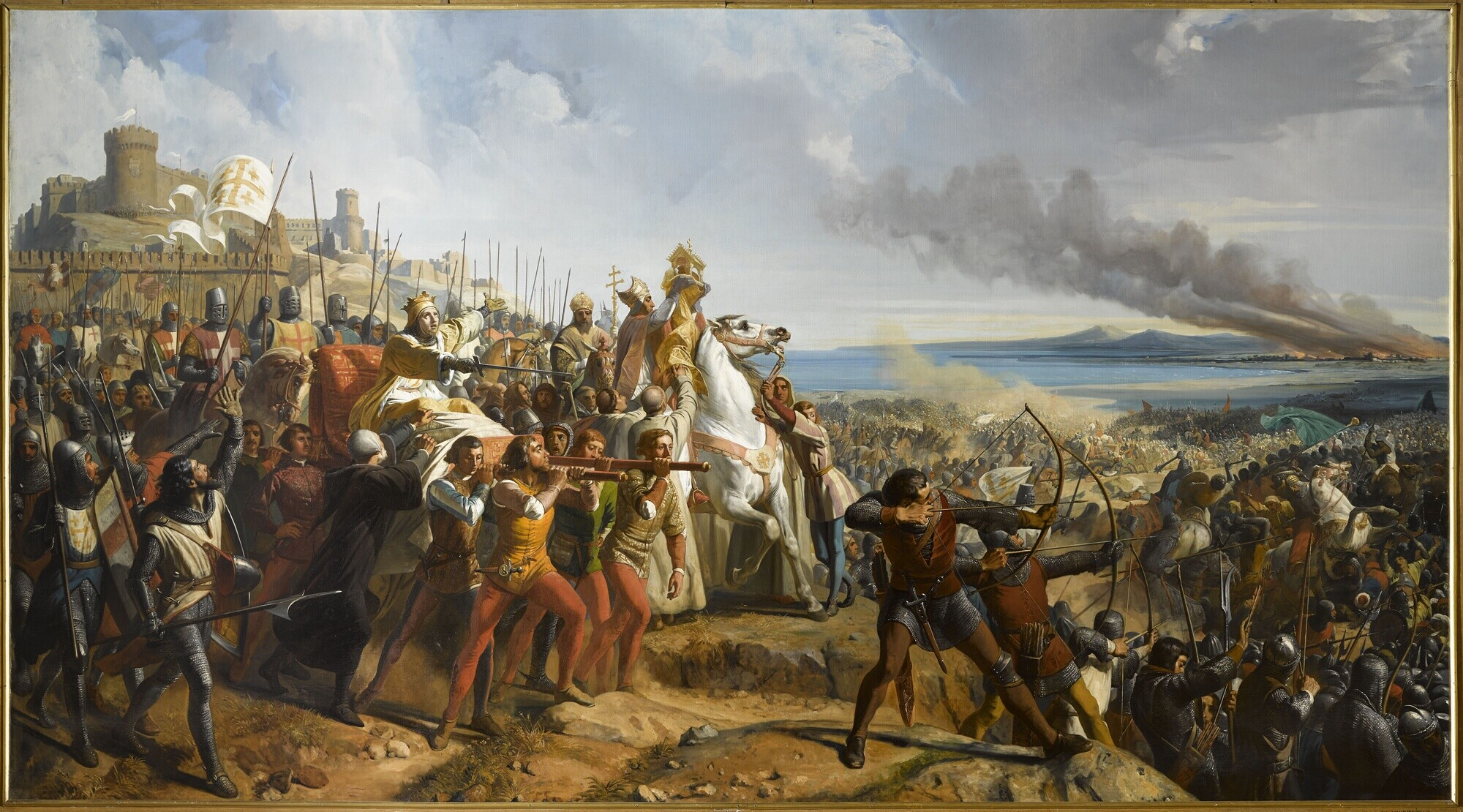
Балдуин IV командует войсками при Монжизаре. Картина Шарля Филиппа Ларивьера (1844)

В 1176 году из мусульманского плена освободился Рено де Шатильон — он пробыл в темнице Алеппо шестнадцать лет и был выпущен на свободу благодаря выкупу 120 000 золотых: эту фантастическую сумму внёс именно король Иерусалима Балдуин IV (Рено был отчимом жены Императора Византии Мануила Комнина — императрицы Марии). Балдуин отправил Рено в Константинополь, чтобы тот договорился с императором о поддержке византийского флота на время кампании. Византия направила в помощь Иерусалиму эскадру из 70 галер под командованием Андроника Ангела. Балдуин рассчитывал, что Рено де Шатильон и Гийом де Монферрат возглавят поход против Саладина, но в июне 1177 года Гийом умер от малярии, успев однако зачать будущего короля Балдуина V, которого семнадцатилетняя Сибилла родила спустя несколько месяцев после смерти мужа.
2 августа в Иерусалим прибыл кузен короля Филипп, граф Фландрский. Филипп был внуком Фулька, короля Иерусалима с 1131 по 1143 год, и потому являлся ближайшим родственником Балдуина по линии отца, тогда как Раймунд III был племянником королевы Мелисенды и приходился Балдуину двоюродным дядей. Балдуин предложил ему стать регентом королевства, но Филипп отказался, сказав, что он всего лишь паломник. Но затем он начал настаивать, чтобы сёстры короля вышли замуж за его вассалов. Высшая курия отклонила его требования, а Балдуин де Ибелин нанёс Филиппу публичное оскорбление, после чего тот в октябре покинул Иерусалим и отправился на север, сражаться с мусульманами на стороне княжества Антиохии. Балдуин де Ибелин был приближённым королевы-вдовы Марии, и, вероятно, его поступок был продиктован желанием самому получить в жёны одну из сестёр короля.
В ноябре 1177 года армия Саладина блокировала Дорон и Газу, затем заняла Рамлу и осадила Лидду и Арзуф. Призвав на помощь тамплиеров, Балдуин немедленно выдвинулся навстречу Саладину и 25 ноября одержал решительную победу над его армией в битве при Монжизаре. В том же году Балдуин дал согласие на брак своей мачехи Марии с Балианом де Ибелином. Ибелин попробовал склонить короля выдать своих сестёр за членов его семьи, но Балдуин ответил отказом.
На протяжении всего 1179 года Балдуин вел непрекращающуюся войну с мусульманами. 10 апреля в Баниаском лесу на отряд короля совершил нападение племянник Саладина. Во время завязавшегося боя лошадь Балдуина убежала, но короля спас от гибели коннетабль королевства Онфруа II, правитель сеньории Торона. Оказывая помощь королю, Онфруа был смертельно ранен. В начале лета участились набеги мусульманских конников на территории Сидона.
10 июня Балдуин, объединившись с Раймундом III и магистром ордена тамплиеров Одо де Сент-Аманом, сразился с Саладином недалеко от укрепления Мезафат. Сначала перевес в бою был на стороне христиан, но в итоге победа осталась за мусульманами. В ходе битвы лошадь короля была убита, и Балдуин был вновь спасён одним из своих воинов, который вынес его с поля боя на спине. Раймунд III бежал в Тир, а Одо де Сент-Аман и множество христианских воинов попали в плен к мусульманам. 29 августа Саладин после короткой осады захватил только что выстроенную и ещё недостаточно укреплённую крепость Брод Иакова и отрубил головы охранявшим её тамплиерам. Опираясь на современные раскопки и хроники с обеих сторон, историки склоняются к мнению, что Балдуин потерял около 800—1000 христиан (воинов и строителей), что составляло, как теперь полагают, около половины всего войска, имевшегося в этом регионе. Балдуин замешкался выступить в поддержку, не успев за 5 дней собрать достаточные силы.
В 1180 году наступила короткая передышка. Саладин заключил мир (продлившийся всего два года) с Балдуином и направил войска на других своих неприятелей, Алеппо и Мосул.

## Балдуин и Ги де Лузиньян
Летом 1180 года, несмотря на активное неодобрение графа Триполи, Балдуин выдал сестру Сибиллу замуж за Ги де Лузиньяна, брата коннетабля Амори де Лузиньяна.
После кончины её первого мужа король уже однажды пытался найти сестре супруга, достойного в будущем разделить с ней королевский престол — он вёл переговоры о браке с герцогом Бургундии Гуго III, но они не увенчались успехом. Теперь же Сибилла получила в супруги могущественного барона, вассала короля Англии Генриха II, который приходился Балдуину двоюродным братом по линии отца.
Также Балдуин объявил о помолвке второй сестры, восьмилетней Изабеллы, со своим вассалом Онфруа IV, лордом Торона, Керака и Трансиордании.
В 1183 году Балдуин — к тому времени ослеп и едва мог ходить — назначил Ги де Лузиньяна регентом королевства.
В ноябре того же года в крепости Керак состоялось бракосочетание Изабеллы и Онфруа, но свадебные празднества были прерваны наступлением Саладина, который осадил крепость.
Собравшись с силами, умирающий Балдуин мобилизовал все военные ресурсы королевства и выдвинулся к Кераку, однако Ги де Лузиньян не решился начать битву и позволил Саладину беспрепятственно отступить.

## Последние годы жизни

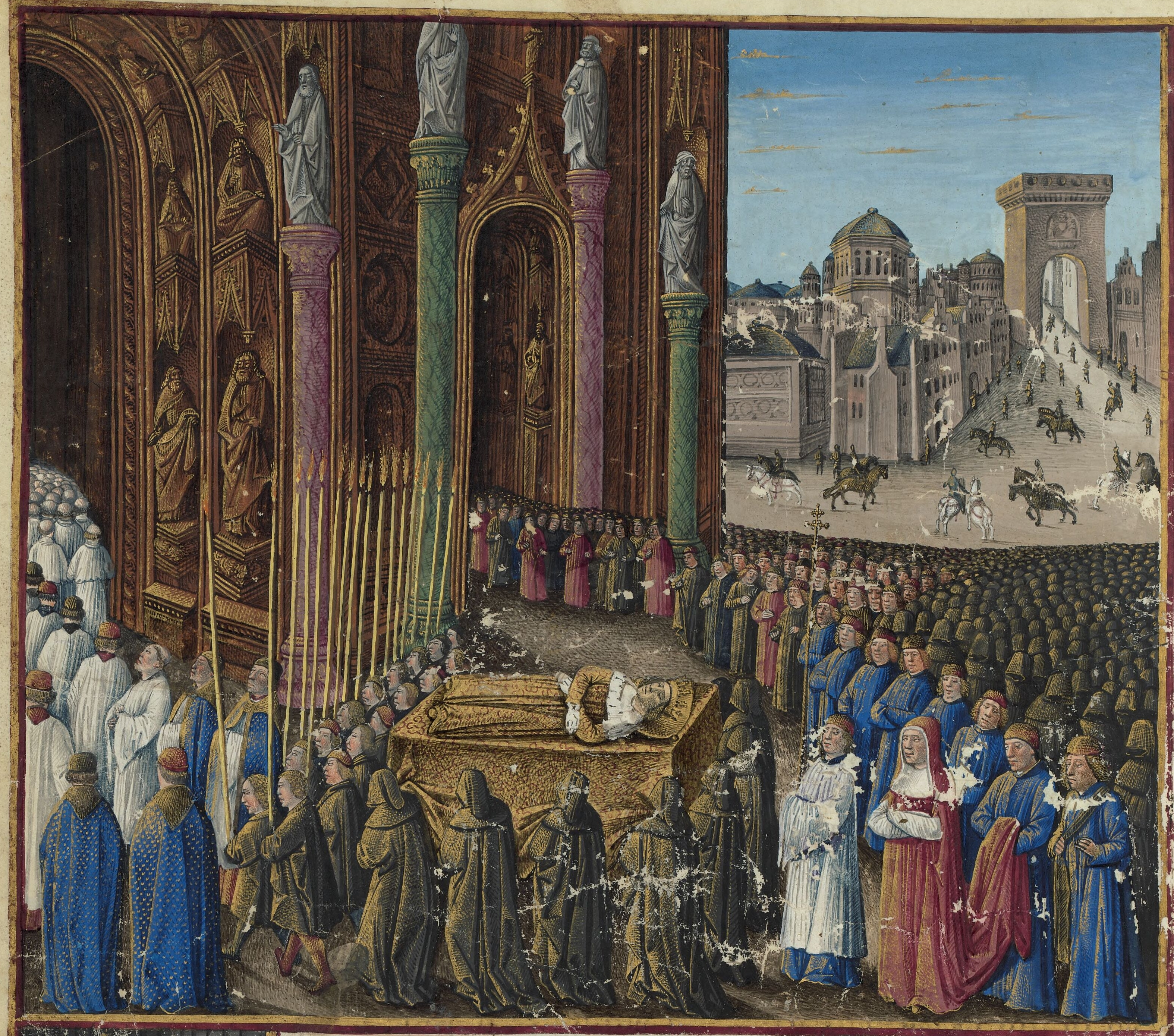
Похороны Балдуина IV. Миниатюра Жана Коломба из книги Себастьена Мамро «Походы французов за море против турок, сарацин и мавров» (1474 год).

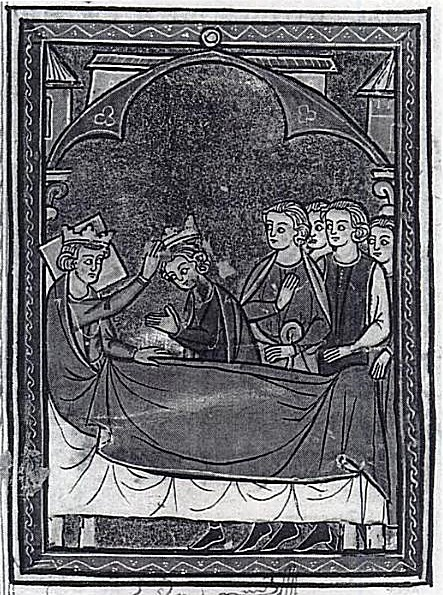
Балдуин IV на смертном одре передаёт корону Балдуину V. Миниатюра средневековой рукописи.

Разгневавшись на промашку регента, Балдуин отстранил его от власти. Он объявил своим преемником Балдуина де Монферрата, пятилетнего сына Сибиллы от первого брака, и даже предпринял попытку аннулировать брак Сибиллы и Ги. Мать короля Агнес де Куртене, её супруг Рено Гранье, правитель Сидона и многие бароны поддержали решение короля.
Граф Триполи был назначен опекуном юного наследника, также он должен был стать регентом королевства после смерти Балдуина IV на время несовершеннолетия нового короля. 20 ноября 1183 года состоялась коронация Балдуина де Монферрата — пока только в качестве соправителя умирающего короля.
Противостояние Саладину и династические распри последних лет окончательно подорвали здоровье короля, и 16 марта 1185 года Балдуин скончался в возрасте двадцати четырёх лет. Он всего на несколько месяцев пережил мать, которая умерла в Акре в конце 1184 года.
Согласно воле короля, престол унаследовал его племянник Балдуин V при регенте Раймунде III.

## Образ Балдуина в искусстве

### Кинематограф

Эдвард Нортон в роли Балдуина Прокажённого в фильме «Царство небесное».

В 2005 году в прокат вышел фильм «Царство небесное» (режиссёр Ридли Скотт), в котором роль Балдуина Прокажённого исполнил американский актёр Эдвард Нортон.
В этом фильме молодой король изображён отважным, но стремящимся к миру правителем. Однако тяжесть его заболевания была преуменьшена, так как в то время, в котором происходит действие фильма, Балдуин уже был слеп и практически не мог ходить.

### Игры
В компьютерной игре Darkest Dungeon, выпущенной в 2016 году студией Red Hook Studios, Балдуин вдохновил разработчиков на создание персонажа Прокажённый («The Leper»). Одно из возможных случайных имён персонажа — Baldwin.
В игре Blood of Steel, выпущенной 20 октября 2020 года студией YC Games, использован образ короля Балдуина IV, приближенный к образу из фильма «Царство небесное».
В игре Crusader Kings III, в 3-й стартовой дате (1178) появился как играбельный персонаж.